# Baron Lyveden
Baron Lyveden, of Lyveden in the County of Northampton, ist ein erblicher britischer Adelstitel in der Peerage of the United Kingdom.

## Verleihung
Der Titel wurde am 28. Juni 1859 dem liberalen Politiker Robert Vernon verliehen. 1852 war er Secretary at War und 1855 bis 1858 Präsident des Board of Control für Britisch-Indien gewesen.
Heutiger Titelinhaber ist seit 1999 dessen Ur-ur-urenkel Jack Vernon als 7. Baron.

## Liste der Barone Lyveden (1859)
- Robert Vernon, 1. Baron Lyveden (1800–1873)
- Fitzpatrick Vernon, 2. Baron Lyveden (1824–1900)
- Courtenay Vernon, 3. Baron Lyveden (1857–1926)
- Robert Vernon, 4. Baron Lyveden (1892–1969)
- Sidney Vernon, 5. Baron Lyveden (1888–1973)
- Ronald Vernon, 6. Baron Lyveden (1915–1999)
- Jack Vernon, 7. Baron Lyveden (* 1938)

Titelerbe (Heir apparent) ist der Sohn des aktuellen Titelinhabers Hon. Colin Vernon (* 1967).